# Crossopalpus chvalai
Crossopalpus chvalai är en tvåvingeart som beskrevs av Nikolai Vasilevich Kovalev 1976. Crossopalpus chvalai ingår i släktet Crossopalpus och familjen puckeldansflugor. Inga underarter finns listade i Catalogue of Life.